# Аронсон, Олег Владимирович
Олег Владимирович Аронсон (Oleg Aronson, род. 3 июля 1964, Орша) — российский искусствовед, теоретик кино и телевидения, философ. Кандидат философских наук, педагог и общественный деятель.
Диссертация: «Философские основания анализа кинематографического пространства» 09.00.03 — М., 1997.

## Биография
Родился в городе Орша (ныне Республика Беларусь) в семье врачей — Владимира Борисовича Аронсона и Нины Иосифовны Адашкевич. Окончил Московский институт инженеров железнодорожного транспорта, отделение прикладной математики (1981—1986). Аспирантура Института философии Российской академии наук (1991—1994).
Диссертация на соискание учёной степени кандидата философских наук (1997). Докторантура Института философии Российской академии наук (2001—2003).
Старший научный сотрудник Института философии РАН (2008 — н.в., в самом институте работает с 1991 года на разных должностях)
Старший научный сотрудник Института Русская антропологическая школа РГГУ (2004—2017)

## Награды и признание
- Лауреат премии Мирона Черненко Гильдии киноведов и кинокритиков России (2003) за исследование на границе между философией и кино в книге «Метакино» (М., «Ад Маргинем», 2003).
- Лауреат премии Андрея Белого за гуманитарные исследования (2007).
- Лауреат V сезона Литературной премии имени Александра Пятигорского за книгу «Силы ложного. Опыты неполитической демократии» (2017—2018).

## Книги
- Кино и философия. От текста к образу. — М.: Институт философии РАН, 2018.
- Силы ложного. Опыты неполитической демократии. — М.: Фаланстер, 2017. — ISBN 978-999999-0-42-4. (премия имени Александра Пятигорского)
- Что остается от искусства. — М.: Институт проблем современного искусства, 2015. (в соавторстве с Еленой Петровской)
- По ту сторону воображения. Современное искусство и современная философия. — Нижний Новгород, 2009. (в соавторстве с Еленой Петровской) (номинация на премию «Инновация»)
- Коммуникативный образ. Кино. Литература. Философия. — М.: Новое литературное обозрение, 2007. (премия Андрея Белого в номинации «Гуманитарные исследования»[5])
- Метакино. — М.: Ad Marginem, 2003. (Премия имени Мирона Черненко)
- Богема: опыт сообщества. Наброски к философии асоциальности. — М: Прагматика культуры, 2002.

### Предисловия, редактирование
- Лев Толстой. Что такое искусство? — М.: V-A-C Press, 2020. — предисловие Забастовка искусства.
- В. Мартынов. Конец времени композиторов. М.: Издательский дом «Классика-XXI», 2019. — послесловие Musica minima
- К. Метц. Воображаемое означающее. Психоанализ и кино. СПб: Издательство Европейского университета в Санкт-Петербурге, 2010. — предисловие Семиотическое сновидение.
- М. Мамардашвили. Опыт физической метафизики. Вильнюсские лекции по социальной философии. — М.: Прогресс-традиция, 2008. — послесловие Неуместное бытие.
- Ж. Делёз. Кино-1: Образ-движение. Кино-2: Образ-время. — М.: Ad Marginem, 2004. — научная редакция и вступительная статья «Язык времени»
- Ж. Делёз. Ницше и философия. — М.: Ad Marginem, 2003. — вступительная статья Игра случайных сил
- П. П. Пазолини. Теорема. — М: Ладомир, 2000. — послесловие Приближение к страсти.

## Интервью
- Радио Свобода
- «Теории и практики»
- Горький

## Некоторые статьи (всего более 200 публикаций)
- From the Photogeny of Poverty to the Cinegeny of Money. — Russian Studies in Philosophy, 2019. Vol.57. № 2. P. 155—169
- L’affect à travers les coordonnées de la non-philosophie / Trad. N. Chtchetkina-Rocher et A. Rocher // Dialogue franco-russe en philosophie. Autour de l’œuvre de François Laruelle et de sa réception en Russie / Sous la dir. de M. Dennes et L. Gogotishvili. Maison des Sciences de l’Homme d’Aquitaine, 2018. P. 179—189.
- Der rohe Kommunismus oder die Ethik des Müßiggangs. — Wiener Slawistischer Almanach, Sonderband 91, 2017, p. 135—150.
- Forms of Thought at the Limits of the Body (On the Analytical Metaphysics of Valery Podoroga). — Russian Studies in Philosophy. 2016. Vol. 54. № 4. P. 257—266.
- Maidan: Redefining Democracy. — Russian Studies in Philosophy. 2016. Vol. 54. № 3. PP. 223–232.
- Nobody expressed the essence of auteur cinema better than Pasolini. — Aperto Game Over #2, Autumn 2016, p. 16
- Trust in Distrust: Myths and Values of the European Union. In: United by or Against Euroscepticism? An Assessment of Public Attitudes towards Europe in the Context of the Crisis / Eds. A. Bârgăoanu, L. Radu, D. Varela. Newcastle-upon-Tyne: Scholars Publishing, 2015. P. 189—205. (coauthored with T. Havlin)
- Personification and Consumption. — Criticism. Summer 2014. Vol. 56. № 3. P. 525—534.
- Andrei Tarkóvski: a economia do plano-sequência. — Kinoruss. 2014. № 5.
- Übersetzung und Politik: Carl Schmitt in heutigen Russland. — In: Kultur und/als Übersetzung. Russisch-deutsche Beziehungen im 20. und 21. Jahrhundert. Christine Engel / Birgit Menzel (Hg.). : Frank & Timme, 2011, S. 57-76
- Das Zeit-Bild und die Bilder des Sowjetischtn. — In: Das Zeit-Bild im Psreuropäischen Film mach 1945. Böhlau Verlag, 2010, pp. 127–140
- Die Wiedererfindung des Wunders. — In: Faktur und fRaktur: Gestorte asthetische Prasenz in Avantgarde und Spatavantgarde. Wien/München, 2006.
- Das Fernsehbild oder Adam wird nachgeahmt. — In: Russische Medientheorien. Haupt Verlag, Berne, 2005.
- Le travail des images. Le cinéma stalinien et l’art du réalisme socialist. — In: L’Idealisme soviétique. Pienture et cinéma 1925—1939. Musée de l’art Wallon, Brussels, 2005.
- The Actor’s Body. Constantin Stanislavski’s Cinematic Theatre. — Third Text, Vol.17, Issue 4. Routledge, 2003.
- Олег Аронсон об аффективной экономике искусства: из второго тома «Трудов ИПСИ»
- От фотогении бедности к киногении денег // Кино и капитал. Альманах Центра исследований экономической культуры / Под ред. А. А. Погребняка, Н. М. Савченковой. — М.; СПб. : Изд-во Института Гайдара; Факультет свободных искусств и наук СПбГУ, 2019.
- Шедевры без свойств. — Диалог Искусств. Журнал Московского музея современного искусства, 2018, № 4.
- Ленин и клинамен. — «Синий диван», N 22, 2017.
- Эпидемиология политического // Новое литературное обозрение. 2016. № 138 (2). C. 37—48.
- Аффект в координатах нефилософии // Философский журнал. 2015. Т. 8. № 1. С. 33-46.
- Мгновение документа и полнота памяти. В кн. Статус документа: Окончательная бумажка или отчужденное свидетельство? Сб. статей. М., 2013. С. 218—244.
- Язык чувства и язык права. — Неволя 2008, № 16
- Цензура как опыт: симптоматика и этика. — «Index. Досье на цензуру», N 20, 2004.
- Изобретение чуда. — «Синий диван», N 4, 2004.
- Анархическая этничность. — «Синий диван», N 6, 2005.
- Высокомерие и волшебство. — «Искусство кино», N 9, 2003
- Политики имитации (подходы к логике ненасилия). — «Искусство кино», N 7, 2003
- Искусство в эпоху его тотального потребления. — «Критическая масса», N 3, 2003
- Экранизация: перевод и опыт. — «Синий диван», N 3, 2003
- Гуманизм врага: кинообразы войны. — «Index. Досье на цензуру», N 19, 2003.
- Столкновение экранизаций. — «Киноведческие записки», N 61, 2003.
- Участие в сообществе — неучастие в произведении. — «Художественный журнал», N 41, 2002.
- Кант и кино. — В сб. Эстетика на переломе культурных традиций. М: ИФ РАН, 2002.
- Истина порнографии. — «Критическая масса», N 1, 2002.
- Конфликты и сообщества (о политической функции в высказывании). — В кн. Язык и этнический конфликт. — М.: Гендальф, 2001.
- Имманентная биография («язык реальности» в концепции П. П. Пазолини). — В кн. Авто-био-графия. Тетради по аналитической антропологии. -М.: Гнозис, 2001
- Цензура: киносимптоматика. — «Искусство кино», N 8, 2001
- Свидетельство о жизни. — «Киноведческие записки», N 51, 2001
- Интонация в философии. — «Новое литературное обозрение», N 6 (52), 2001
- Метакино Жиля Делёза. — В сб. Теория художественной культуры, вып.4, М: Гос. Институт искусствознания, 2000.
- Кино и граница сцены (комментарии к работе К. С. Станиславского «Работа актера над собой»). — «Киноведческие записки», N 47, 2000
- Возвращение философии (логика кино Жиля Делёза). — «Киноведческие записки», N 46, 2000
- Философские подходы к анализу кино. — В сб. Close-Up. Историко-теоретический семинар во ВГИКе. Лекции. 1996—1998 годы. — М., 1999
- Слова и репродукции. — «Логос», N 6, 1999
- Филология чувственного. — «Новое литературное обозрение», N 29, 1998. (рецензия на книгу H. Lovgren. Eisenstein’s Labirinth: Aspects of Cinematic Synthesis of Arts)
- Рассеянное желание. — «Художественный журнал», N 24, 1999
- Метафорические основания мысли. — В кн.: Произведенное и названное. Философские чтения, посвященные М. К. Мамардашвили. 1995 год. — М.: Ad Marginem, 1998.
- Искусство и языки техники. — Глава в монографии «Философия техники», М: ИФ РАН, 1997
- Пути импровизации (Пазолини — Лаку-Лабарт). — «Киноведческие записки», N 32, 1997 (в соавт. с Е.Петровской)
- Лицо, сцена, трансценденция (опыт Ингмара Бергмана). — «Киноведческие записки», N 33, 1997
- Мимика и грамматика. Проект кино Белы Балаша. — «Киноведческие записки», N 25, 1995.
- Киноантропология «Земли». — «Киноведческие записки», N 23, 1994.
- О жестокости театра. — Ежегодник Ad Marginem’93. РИК «Культура», М., 1993.
- Мизансцена кинотеории (феноменология Андре Базена). — «Киноведческие записки», N 20, 1993.